# 張培善石
張培善石（ちょうばいぜんせき、Zhangpeishanite）は、中国内蒙古バヤンオボにて採集された試料から発見された新鉱物である。化学組成はBaFCl、正方晶系に属する。
ホタル石の中に含まれる20～30μmの大きさの鉱物である。
バヤンオボは希土類元素の世界最大の鉱床である。中国の研究者、楊主明の協力でこの鉱山を訪れた日本人学者、宮脇律郎が持ち帰った試料の中から、国立科学博物館で、島崎英彦（客員研究員）らが発見した。2006年10月、国際鉱物学連合の新鉱物・鉱物名委員会に申請され、2007年2月、申請が承認された。
鉱物名は、楊主明の恩師で、バヤンオボの研究を行った中国科学院の張培善から命名された。

## 書籍
- 島崎英彦『石の上にも五十年』一鉱床学者の閑談36話、第3章「新鉱物発見物語（3）　張培善石」、明文書房、2009年6月、ISBN 978-4-8391-0908-0 C0095